# Индокитай
 Тази статия е за полуострова в Азия.  За филма вижте Индокитай (филм).  
Индокитай е полуостров, или по-точно група от полуострови в Югоизточна Азия с площ около 2 млн. km². Названието си полуостровът получава от европейските пътешественици, които установяват добре изразени влияния на индийските и китайските културни традиции върху населението, обитаващо този регион.

## Географско положение, граници, брегове
На запад Индокитай се мие от водите на Бенгалския залив, Андаманско море и Малакския проток, отнасящи се към акваторията на Индийския океан. На изток – от водите на Южнокитайско море в акваторията на Тихи океан, и по-точно със Тайландския и Тонкинския заливи (Бакбо). Южната част на полуострова образува дългия и тесен полуостров Малака. Северната граница на полуостров Индокитай условно се прокарва по линията от делтата на реките Ганг и Брахмапутра на запад до делтата на река Хонгха на изток. На територията на полуострова изцяло са разположени държавите Тайланд и Камбоджа, големи части от държавите Мианмар, Малайзия, Лаос и Виетнам и много малка част от Бангладеш. Бреговете на полуострова са слабо разчленени. На запад има множество малки плитки заливи, полуострови и крайбрежни острови (островите Москос, Мей (Мьой) и др.).

## Релеф
От север на юг през полуостров Индокитай се простират три големи планински системи – Аракан Йома (Аракански планини, Ракхайн), Тенасерим (Танинтайн) и Анамски планини (Чионгшон), разделени от обширни низини и равнини (Иравадийска равнина, Менамска низина, Камбоджанска равнина), платото Корат и Шанската планинска земя. Най-високите части са на северозапад (връх Виктория, 3053 m), а в останалите райони на полуострова преобладава средно- и нископланинския релеф. Араканските планини, разположени в западните части на Индокитай, са съставени предимно от средновисоки паралелни хребети, разделени от дълбоки ерозионно-тектонски долини. Планините в централните и източни части на полуострова имат по-заоблен релеф със стъпаловидни склонове, обусловени от тектонските разломи. Шанската планинска земя се характеризира с плоски вододели, дълбоко разчленени от речни долини. Широко развитие имат карстовите форми на релефа. Низините са изградени предимно от речни алувиални и езерни наслаги, а понякога (предимно в Мианмар) са усложнени от ниски хребети и отделни остатъчни възвишения.

## Геоложки строеж, полезни изкопаеми
Голяма част от Индокитай е заета от палеозойски и мезозойски нагънати системи и Индокитайския средищен масив, който е опасан от тях от запад и изток. Малък район в западните части (Централна и Западна Бирма, Бангладеш) се отнася към областите с кайнозойска нагънатост. Централните и югоизточни части на полуострова се заемат от Индокитайския средищен масив, състоящ се от редица блокове, разделени от разломи. В източния блок се откриват образувания от докамбрийския фундамент. Голяма част от масива е препокрита от полегато залягащи палеозойски и мезозойски континентални и морски седименти, изграждащи чехъла. От запад (Бирманско-Малайската зона) и североизток (Северовиетнамската зона) Индокитайския масив е обграден от нагънати съоръжения. Къснодокамбрийските, палеозойските и триасовите формации на Бирмано-Малайската зона се характеризират със своя еднообразен теригено-карбонатен състав. Палеозойските и долномезозойските формации на Северовиетнамската зона фациално са много разнообразни. През средния карбон тук са станали интензивни тектонски движения, съпроводени от гранитоиден магматизъм. Създадените от тези движения херцински структури се откриват по перифериите на Индокитайския масив. Несъгласувано с тях залягат горнопалеозойските и триасови пластове от морски и континентални наслаги. В края на триаса и началото на юрата геосинклиналното развитие завършва с издигането и внедряването на гранити в тях. По това време започва формирането на юрските и кредните континентални падини. През кайнозоя започва изливането на ефузиви (предимно базалти) и образуването на Меконгската, Менамската, Ханойската и др. наложени депресии, запълнени по-късно с мощен алувий. На запад от системата на палеозойските и ранномезозойските гънки в Централна и Западна Бирма се разполага зона с кайнозойска нагънатост. Тя включва Иравадийското и Предараканското огъвания и и разделящият ги антиклинорий – Араканските планини. Огъванията са запълнени със слабодислоцирани кайнозойски наслаги, а антиклинорият е изграден от нагънати мезозойски ефузивно-седиментни пластове и интрузии от хипербазити и диорити.
В двете палеоген-неогенови огъвания в областите с кайнозойска нагънатост има големи залежи на нефт. В Индокитай се намират най-големите в света находища на калай и волфрам (южната част на Източна Бирма, Западен Тайланд и Малайзия), свързани с пояса от юрски гранити, простиращи се почти на 3000 km. Значителна част от запасите от олово и цинк, находищата на които, както и находищата на мед, са свързани с къснопалеозойските и триасови гранитоиди (Бирма и Лаос). В корите подложени на изветряне са съсредоточени находищата на никел (Бирма) и боксити (Малайзия). Многочислените находища на железни руди са от различен тип. В Северна Бирма се намират старинни рудници за добив на рубини и сапфири. Има и малки находища на злато. Към мезо-кайнозойските наслаги са привързани находищата на въглища. Разнообразни и богати по някои видове полезни изкопаеми е и Виетнам.

## Климат
По-голямата част от територията на Индокитай има субекваториален климат, а на юг от 10° с.ш. – екваториален. В условията на субекваториалния климат се отбелязват сезоннни колебания на температурата, валежите и мусонната циркулация на въздушните маси. В низините средната януарска температура е 20 – 26°С, средната априлска (най-горещия месец) 30 – 31°С, средната юлска 27 – 29°С. В планините температурите през януари се понижават до 15°С и до 24 – 25°С през юли. В северните части на полуострова по най-високите планински части се наблюдават отрицателни температури и снеговалежи. Основното количество валежи донасят летните югозападни мусони, поради което най-голямото количество валежи (2500 – 5000 mm) падат по западното крайбрежие и по западните наветрени склонове на планините. Във вътрешните равнини годишната сума на валежите се понижава до 1300 – 2200 mm, а на места (в редица райони на Бирма) и под 1000 mm. По източното крайбрежие на Индокитай, в резултат от действието на североизточния мусон, годишната сума на валежите отново се увеличава (на места над 2000 mm), а техният максимум се сменя в края на лятото и през есента. В междупланинските котловини на Централен Индокитай и по околните склонове на планините е отчетливо изразен зимен сух сезон. В районите с екваториален климат са характерни постоянните високи температури (в равнините 25 – 28°С, в планините 18 – 21°С) и значителните количества на валежите (2500 – 3000 mm годишно).

## Води
Речната мрежа на полуостров Индокитай е гъста и повечето от реките са пълноводни. Отбелязват се сезонни колебания на нивото им, с рязко повишение през лятото, под влияние на мусонните дъждове. Най-големите реки са: Меконг, Салуин, Иравади, извиращи от Тибетската планинска земя, имащи обширни водосборни басейни и характеризиращи се със снежно-дъждовно подхранване. В горните си течения реките текат в тесни и дълбоки каньони, с бързеи и прагове, а в средните и особено в долните теченията им са бавни и спокойни. Реките имащи предимно равнинен характер в устията образуват обширни делти, ежегодно увеличаващи се към морето. Другите реки (в т.ч. голямата Менам-Чао Прая) имат дъждовно подхранване. Езерата са многочислени, с тектонски или реликтов произход (остатъци от морски заливи), но големите са малко (Тонлесап в Камбоджа, Инле в Мианмар и на полуостров Малака в Тайланд).

## Основни типове ландшафти
В най-овлажнените планински райони на Западен Индокитай са развити вечнозелени тропични гори, със сложен видов състав, с господство на диптерокарпови, палми, фикуси, бамбук, дървовидни папрати, всички развити върху латеритни и червено-кафяви горски почви. На места покрай морските брегове и в делтите на реките са развити мангрови гори. В планините, във вътрешните райони на полуострова преобладават листопадните тропични гори с разнообразен състав и вечнозелени твърдолистни гори и храсти върху червено-кафяви горски почви. На север, на височина 700 – 800 m тропичните видове се заменят със субтропични и бореални (вечнозелен дъб, кестен, бор и др.), а на юг границата им на разпространение е много по-високо. В равнините и в затворените котловини господстват червените и червено-кафявите саванни почви, като сред твърдолистната тревиста покривка се открояват отделни нискорасли дървета и храсти. Животинският свят е разнообразен, като преобладават горските животни. Най-характерни са маймуните (гибони, макаки и др.), полумаймуните, индийски слон, тигър, носорог, пантера, хималайска мечка, дива котка, дива свиня, бодлива свиня, прилепи. Богато и обилно е представена птичата фауна: райски птици, папагали, пауни, фазани, диви кокошки и др., а в делтите на реките – чапли, щъркели, фламинго и др. От земноводните най-разпространени са крокодилите. Има много видове змии, в т.ч. отровни.